# Wesmaelius geyri
Wesmaelius geyri is een insect uit de familie van de bruine gaasvliegen (Hemerobiidae), die tot de orde netvleugeligen (Neuroptera) behoort. 
Wesmaelius geyri is voor het eerst wetenschappelijk beschreven door Esben-Petersen in 1920.